# Дружинина, Елена Михайловна
Еле́на Миха́йловна Дружи́нина (5 ноября 1944, Смоленск, РСФСР, СССР — 21 марта 2016, Чита, Россия) — советский и российский скульптор. Член Союза художников России, заслуженный художник России (1997). 

## Биография
Елена Дружинина родилась в Смоленске 5 ноября 1944 года. После переезда семьи в Читу, в 1956—1957 годах училась в Читинской детской художественной школе. В 1965 году окончила скульптурное отделение средней художественной школы при Московском государственном художественном институте имени Василия Сурикова. С 1965 года жила и работала в Чите, столице Забайкалья.  В 1968–1977 годах — преподаватель скульптурного класса Центральной детской художественной школы в Чите. В 1979—1981 годах — член художественного совета Читинских производственно-художественных мастерских Художественного фонда РСФСР. В 1981 году — делегат 5-го съезда художников Российской Федерации. В 1986–1990 и 1995—1998 годах была председателем читинской организации Союза художников Российской Федерации.
С 1966 года участвовала в городских, областных, зональных, республиканских и всероссийских выставках. Персональные выставки проходили в Чите в 1988, 1996, 1997 и 1999 годах. В 1990-е годы была организатором и активным участником выставок женщин-художниц «Душа весеннего цвета». Произведения Е. М. Дружининой хранятся в фондах Читинского областного художественного музея, Читинского областного краеведческого музея и музея Забайкальского государственного педагогического университета им. Н. Г. Чернышевского.
В 2015 году в музейно-выставочном центре прошла последняя выставка Е. М. Дружининой, где, согласно желанию скульптора, её работы были выставлены вместе с работами её мужа, известного забайкальского живописца, члена Союза художников России Анатолия Васильевича Колчанова (1939—2013).
Умерла после продолжительной болезни 21 марта 2016 года.

## Творчество
Елена Михайловна Дружинина работала как в монументальной скульптуре, так и в станковой, отдавая предпочтение скульптуре малых форм. Периодически занималась декоративной керамикой, оформляла интерьеры, создавала мемориальные доски и памятники (бюст С. Лазо, барельефы революционеров на Титовской сопке и др.). Основной материал работ Е. М. Дружининой — глина (шамот, керамика, терракота), пластичный материал, обогащавший творческие искания скульптора, выражавшиеся в жанровом и тематическом разнообразии. В её творчестве представлены портреты, бытовые сцены, рельефы, монументальная скульптура, и отражены извечные в искусстве темы: война и мир, история и современность, театр и сказка, мужчина и женщина. В работах скульптора видны добрая улыбка, мягкое лукавство, открытая доброжелательность, участие и внимание к людям. Большинство её произведений отличает непоказная гражданственность.
В 2002 году Е. М. Дружинина стала главным художником читинского Дворца искусств. Ею было оформлено более десятка спектаклей: для театрального коллектива «Люди и куклы» («Ромео и Джульетта», «Ретро», Женитьба, «Шутки», «Блин-2») и для детской студии «Белая ворона»  («Два ларца», «Мымрёнок» и др.).

## Звания
- 1973 — член Союза художников РСФСР
- 1997 — заслуженный художник России[3]